# Wasserkraftwerk Höllriegelskreuth
Das Kraftwerk Höllriegelskreuth ist ein Laufwasserkraftwerk an der Isar.
Das erstmals 1894, in seiner heutigen Gestalt 1940 eröffnete Kraftwerk liegt im nördlichen Gemeindegebiet von Baierbrunn zwischen dem Ortsteil Buchenhain und dem Pullacher Ortsteil Höllriegelskreuth im oberbayerischen Landkreis München. Die elektrische Leistung des Kraftwerks beträgt 3,1 MW.
Das Kraftwerk liegt nicht direkt an der Isar, sondern wird von dem bei Buchenhain ausgeleiteten, etwa 12 km langen linksseitigen Isar-Werkkanal, der in München bei der Braunauer Eisenbahnbrücke wieder in die Isar mündet, mit Wasser versorgt.
Um den Ausflugsflößen, die von Wolfratshausen nach München verkehren, die Durchfahrt des Kanals zu ermöglichen, gibt es am Kraftwerk eine etwa 100 Meter lange Floßrutsche.

## Geschichte
Das Kraftwerk geht auf die Initiative der späteren Gründer der Isarwerke zurück. 1889 beantragten der Münchner Bauunternehmer Jakob Heilmann, Wilhelm von Finck, Mitinhaber des Bankhauses Merck Finck & Co und Johannes Kaempf, Vorstandsmitglied der Bank für Handel und Industrie, der späteren Danat-Bank, die Genehmigung für eine Wasserkraftanlage von 1.000 PS in Höllriegelskreuth, die 1890 erteilt wurde. Das Kraftwerk sollte die Stadt München mit Strom versorgen. Wegen des „hohen Risikos“ wollte die Stadt jedoch die angebotene Beteiligung oder Übernahme des Kraftwerks nicht akzeptieren. Man beschloss daher, die umliegenden Gemeinden mit Strom zu versorgen, beginnend 1891 mit dem damals noch selbständigen Thalkirchen mit 3 Bogenlampen, 1.132 Glühlampen, drei Motoren mit zusammen 14,5 PS und einem Wärmegerät.
Das Kraftwerk war das achte deutsche Drehstrom-Kraftwerk. Für den Betrieb wurde am 31. Oktober 1894 die Isarwerke GmbH ins Handelsregister eingetragen. Um Absatzmärkte zu schaffen, erschloss das Unternehmen ein Gelände ab 1895 ein Industriegebiet in Obersendling, baute Straßen, Wasserleitungen und eine fünf Kilometer lange Eisenbahn mit Anbindung an den Bahnhof Mittersendling. Außerdem wurde die Erschließung des Industriegebietes Höllriegelskreuth begonnen. Infolge des dadurch kontinuierlich gestiegenen Stromverbrauchs wurde die Leistung des Wasserkraftwerks Höllriegelskreuth auf 1360 kW verdoppelt. Es war damit das größte deutsche Drehstrom-Kraftwerk.
Um die Jahrhundertwende wurde zusätzlich ein Kohlekraftwerk mit zwei Dampfmaschinen mit 1.000 und 1.100 PS installiert. 1907 wurde ein Dampfturbinensatz mit 2.400 bis 3.000 kW in Betrieb genommen, der 1912 durch einen zweiten, ebensogroßen Maschinensatz ergänzt wurde.
Das ursprüngliche Wasserkraftwerk wurde am 26. März 1940 stillgelegt. Am gleichen Tag wurde ein neues, in unmittelbarer Nähe gebautes Wasserkraftwerk in Betrieb genommen. Während des Zweiten Weltkriegs wurde es stark beschädigt. Dieses Wasserkraftwerk ist bis heute in Betrieb.
In der Nachkriegszeit konnte das Dampfkraftwerk mangels ausreichender Kohleversorgung nur mit Teillast eingesetzt werden. 1950 entschied man sich, das Dampfkraftwerk durch drei neue Blöcke zu ersetzen, die im Endausbau 1956 eine Gesamtleistung von 66 MW hatten. Dieses Dampfkraftwerk wurde 1970 stillgelegt und 1977 weitgehend abgerissen.
Der Betreiber des Kraftwerks ist seit 2015 die Uniper Kraftwerke GmbH (früher die E.ON Wasserkraft).

Seit Dezember 2022 gehört die Gesellschaft als Teil der Uniper Holding GmbH als indirekte Folge des russischen Überfalls auf die Ukraine zu 99,12 % dem deutschen Staat.

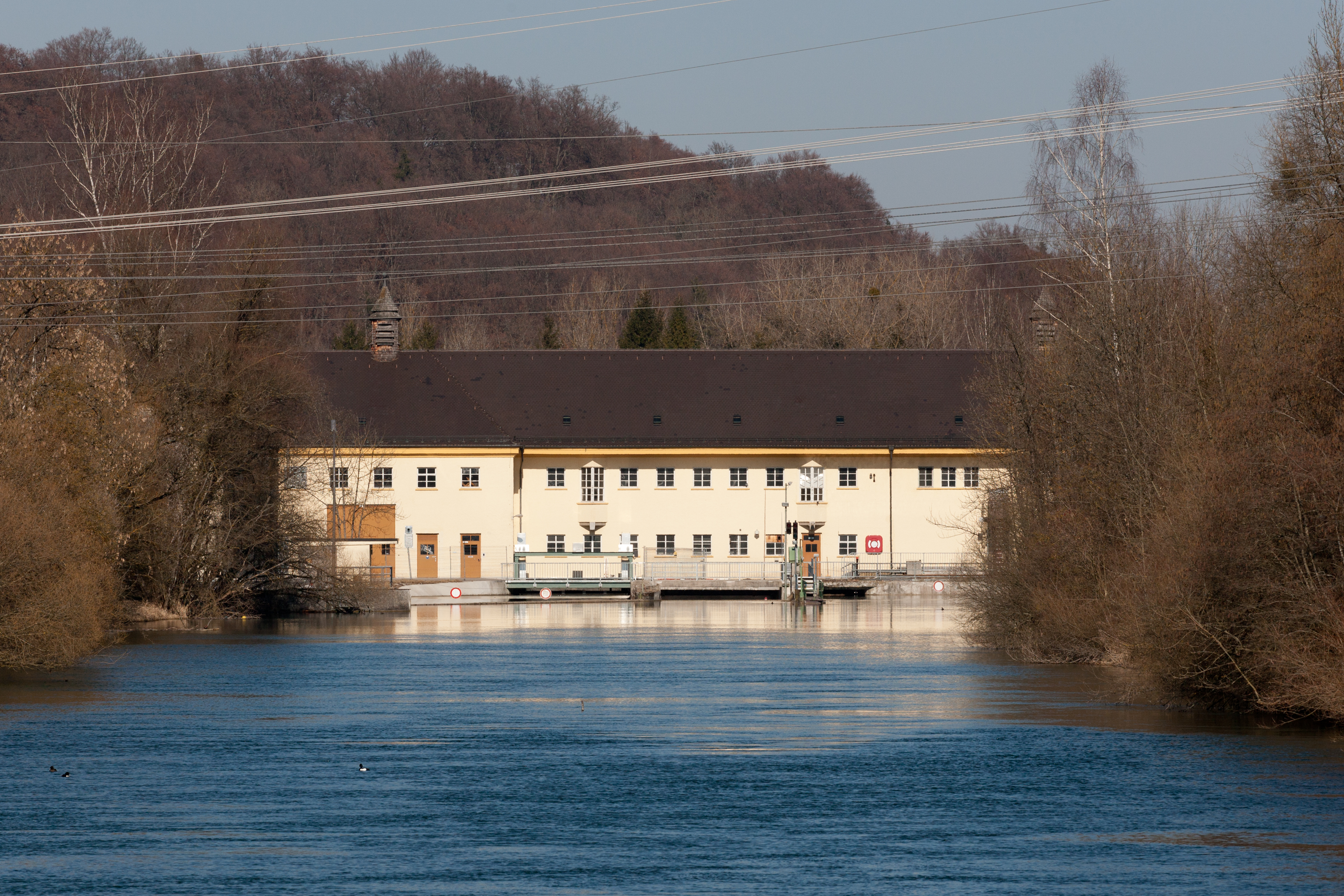
Zulauf an der Südseite
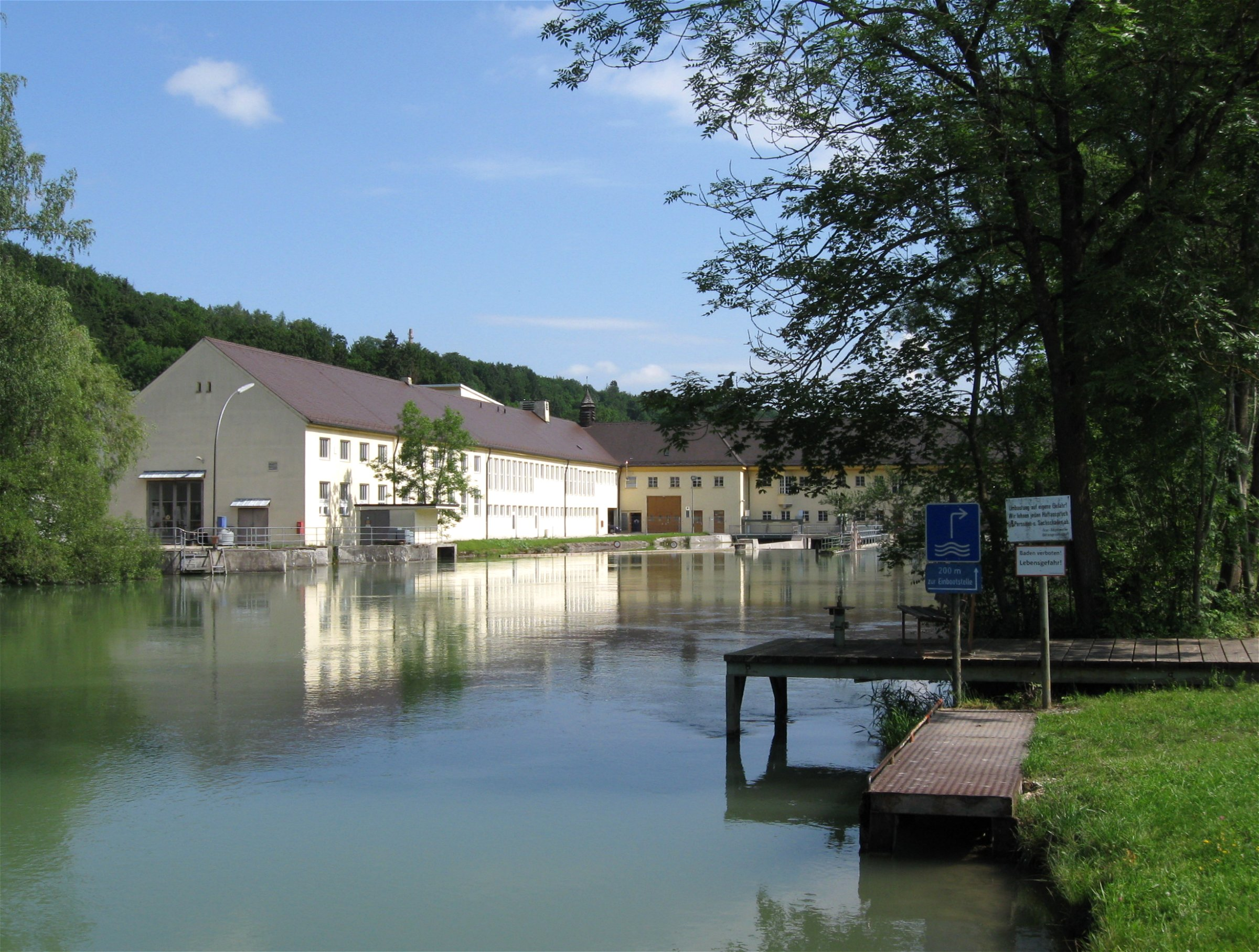
Ausbootstelle vor dem Kraftwerk
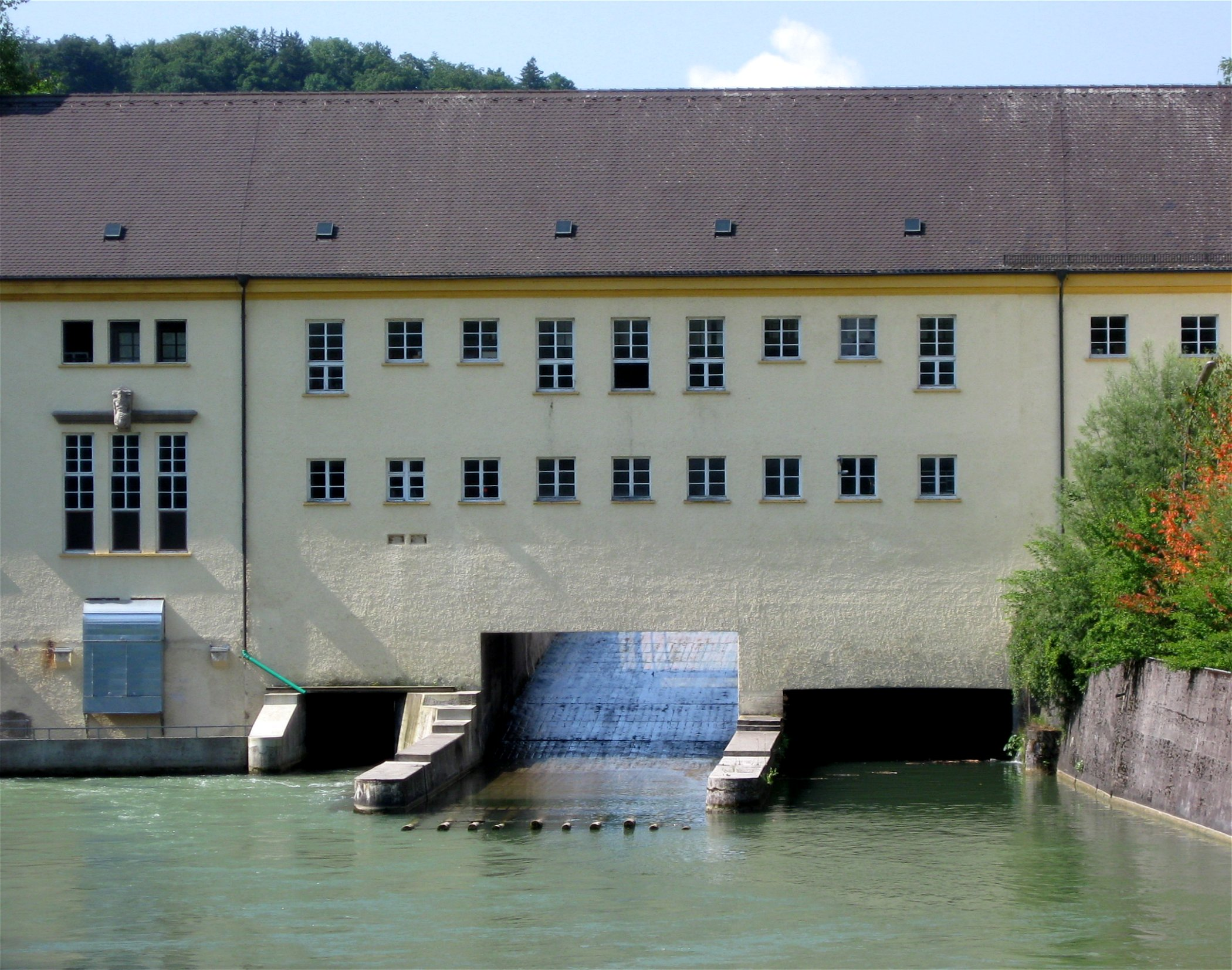
Floßrutsche …
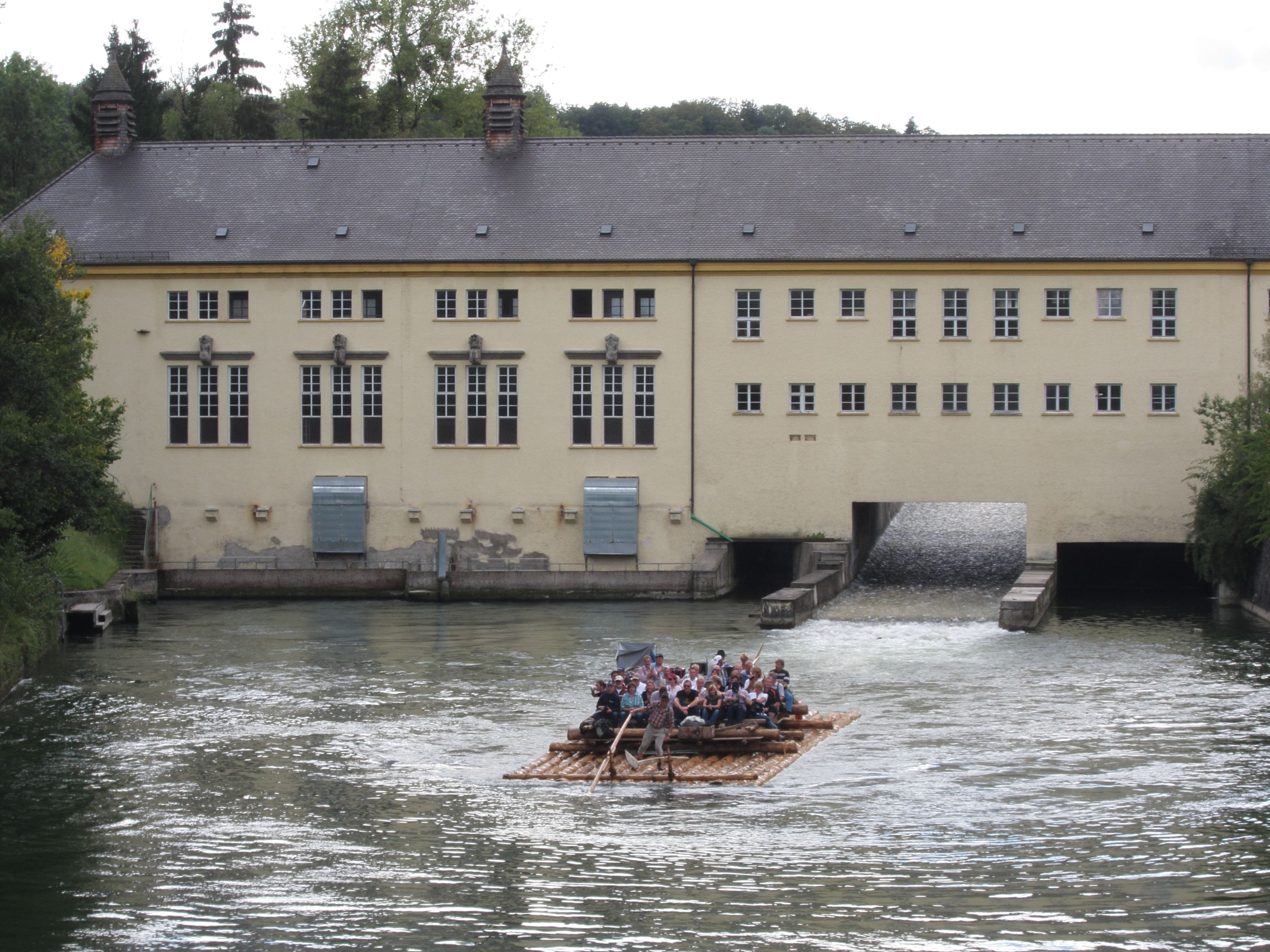
… mit einem Floß nach der Passage